# Собор Аяччо
Собор Успения Пресвятой Богородицы  (фр. Cathédrale Notre-Dame-de-l’Assomption d’Ajaccio) — католический храм в городе Аяччо, Корсика, Франция; кафедральный собор епархии Аяччо.
Церковь строилась с 1577 по 1593 год. 21 июля 1771 года в ней был крещён Наполеон I.